# Sticks and Stones (Cher Lloyd)
| Recensione      | Giudizio   |
| --------------- | ---------- |
| 4Music          |            |
| AllMusic        |            |
| BBC Music       | (Positivo) |
| Digital Spy     |            |
| Metacritic      | (47/100)   |
| MSN Music       |            |
| NME             |            |
| The Guardian    |            |
| The Independent |            |
| The Sun         | (Positivo) |
| Virgin Media    |            |

Sticks and Stones (o Sticks + Stones) è l'album di debutto della cantante pop inglese Cher Lloyd, pubblicato il 4 novembre 2011 in Irlanda e il 7 novembre nel Regno Unito dall'etichetta discografica Syco Music. Negli Stati Uniti Sticks + Stones è uscito il 15 novembre 2011.
La tracklist è stata rivelata l'11 ottobre 2011. L'album è uscito quasi un anno dopo la fine della settima serie del talent show The X Factor, in cui Cher è arrivata quarta.  L'album è entrato alla quarta posizione della classifica britannica vendendo 55 668 copie nella sua prima settimana.
Gordon Smart, critico per il giornale The Sun, ha definito l'album "un vero e proprio intruglio di stili" con "consistenti canzoni pop in cui Cher canta rap che però non convinceranno i puristi dell'hip hop soliti ad ascoltare Nicki Minaj." Sticks + Stones è anticipato dai singoli Swagger Jagger, uscito a fine luglio 2011 e divenuto hit numero uno nella classifica britannica, e With Ur Love, in duetto con lo statunitense Mike Posner.

## Tracce

### Edizione standard
1. Grow Up (feat. Busta Rhymes) – 3:00 (Cher Lloyd, Andrew Harr, Jermaine Jackson, Jacob Kasher, Savan Kotecha, Kevin Rudolf, Busta Rhymes)
2. Want U Back – 3:34 (Shellback, Savan Kotecha)
3. With Ur Love (feat. Mike Posner) – 3:45 (Savan Kotecha, Shellback, Max Martin)
4. Swagger Jagger – 3:12 (Cher Lloyd, Clarence Coffee Jr., Andre Davidson, Sean Davidson, Andrew Harr, Jermaine Jackson, Petr Brdicko, Marcus Lomax, Autumn Rowe)
5. Beautiful People (feat. Carolina Liar) – 3:31 (Chad Wolfinbarger, Alexander Kronlund, Tom Hamilton)
6. Playa Boi – 2:52 (Cher Lloyd, Nadir Khayat, AJ Junior, Bilal "The Chef", Johnny Powers, Neneh Marianne Karlsson Cherry, Cameron McVey, James Philip Morgan, Philip Geroge Ramocon)
7. Superhero – 3:28 (Formetta Gibson, Priscilla Renea, Ronald Jackson, Gerald Martin)
8. Over the Moon – 2:58 (Cher Lloyd, Savan Kotecha, Nadir Khayat, AJ Junior, Bilal Hajji, Eric Sanicola)
9. Dub on the Track (feat. Mic Righteous, Dot Rotten & Ghetts) – 3:53 (Cher Lloyd, Toby Gad, Livvi Franc)
10. End Up Here – 3:30 (Cher Lloyd, Jermain Jackson)

Traccia bonus nell'edizione di MyPlay Direct
1. Stay – 3:10 (Siobhan Fahey, Marcella Detroit, Jean Guiot)

Traccia bonus nell'edizione di Amazon.com
1. Talkin' That – 3:20 (Britney Spears, Lloyd, The Strangerz, Shellback, Savan Kotecha)

Tracce bonus nell'edizione di iTunes
1. Behind the Scenes at Photo Shoot (Video) – 5:04
2. With Ur Love (feat. Mike Posner) (Video) – 3:48
3. Swagger Jagger (Video) – 3:14 – disponibile solo durante il pre-ordine

### Edizione statunitense
1. Want U Back – 3:34 (Shellback, Savan Kotecha)
2. Grow Up (feat. Busta Rhymes) – 3:00 (Cher Lloyd, Andrew Harr, Jermaine Jackson, Jacob Kasher, Savan Kotecha, Kevin Rudolf, Busta Rhymes)
3. With Ur Love – 3:22 (Savan Kotecha, Shellback, Max Martin)
4. Oath (featuring Becky G) – 3:38
5. Swagger Jagger – 3:12 (Cher Lloyd, Clarence Coffee Jr., Andre Davidson, Sean Davidson, Andrew Harr, Jermaine Jackson, Petr Brdicko, Marcus Lomax, Autumn Rowe)
6. Beautiful People (feat. Carolina Liar) – 3:31 (Chad Wolfinbarger, Alexander Kronlund, Tom Hamilton)
7. Playa Boi – 2:52 (Cher Lloyd, Nadir Khayat, AJ Junior, Bilal "The Chef", Johnny Powers, Neneh Marianne Karlsson Cherry, Cameron McVey, James Philip Morgan, Philip Geroge Ramocon)
8. Superhero – 3:28 (Formetta Gibson, Priscilla Renea, Ronald Jackson, Gerald Martin)
9. Dub on the Track (feat. Mic Righteous, Dot Rotten & Ghetts) – 3:53 (Cher Lloyd, Toby Gad, Livvi Franc)
10. End Up Here – 3:30 (Cher Lloyd, Jermain Jackson)
11. Riot! – 3:05

## Classifiche
| Classifica (2011) | Posizione massima |
| ----------------- | ----------------- |
| Canada            | 11                |
| Irlanda           | 7                 |
| Nuova Zelanda     | 31                |
| Regno Unito       | 4                 |
| Scozia            | 2                 |
| Stati Uniti       | 9                 |

## Date di pubblicazione
| Paese                 | Data             | Formati               | Etichetta  |
| --------------------- | ---------------- | --------------------- | ---------- |
| Regno Unito           | 7 novembre 2011  | CD, download digitale | Syco, Sony |
| Irlanda               | 7 novembre 2011  | CD, download digitale | Syco, Sony |
| Nuova Zelanda         | 21 febbraio 2012 | CD, download digitale | Syco, Sony |
| Stati Uniti d'America | 2 ottobre 2012   | CD, download digitale | Epic       |
| Australia             | 5 ottobre 2012   | CD, download digitale | Epic       |
| Giappone              | 17 ottobre 2012  | CD, download digitale | Sony       |